# Marisma La Gringa
Marisma La Gringa är en insjö (saltträsk) i Mexiko. Den ligger i delstaten Baja California, i den nordvästra delen av landet.